# Tairō
Tairō (大老, "Đại lão") là quan chức cao cấp trong Mạc phủ Tokugawa, tương đương với chức vụ thủ tướng ngày nay. Tairō chủ trì hội đồng rōjū trong thời kỳ khẩn cấp. Tairō được lựa chọn trong số các fudai daimyō, làm việc chặt chẽ với Tokugawa. Nhìn chung, chức vụ hoạch định chính sách cho Mạc phủ, và là chức vụ thay thế cho shōgun khi bị khuyết.

## Danh sáchtairō
| Tên                  | Phiên    | Từ         | Tới        |
| -------------------- | -------- | ---------- | ---------- |
| Ii Naotaka           | Hikone   | 1632       | không rõ   |
| Sakai Tadayo         | Harima   | 12/3/1636  | 19/3/1636  |
| Doi Toshikatsu       | Shimōsa  | 7/11/1638  | 10/7/1644  |
| Sakai Tadakatsu      | Obama    | 7/11/1638  | 26/5/1656  |
| Sakai Tadakiyo       | Harima   | 29/3/1666  | 9/12/1680  |
| Ii Naozumi           | Ōmi      | 9/11/1668  | 3/1/1676   |
| Hotta Masatoshi      | Shimousa | 12/11/1681 | 28/8/1684  |
| Ii Naooki            | Ōmi      | 13/6/1696  | 2/3/1700   |
| Yanagisawa Yoshiyasu | Yamato   | 11/1/1706  | 3/6/1709   |
| Ii Naooki            | Ōmi      | 13/2/1711  | 23/2/1714  |
| Ii Naoyuki           | Ōmi      | 28/11/1784 | 1/9/1787   |
| Ii Naoaki            | Ōmi      | 28/12/1835 | 13/5/1841  |
| Ii Naosuke           | Ōmi      | 23/4/1858  | 24/3/1860  |
| Sakai Tadashige      | Harima   | 1/2/1865   | 12/11/1865 |